# Ligerz
Ligerz (franska: Gléresse) är en ort och kommun vid Bielsjön i distriktet Biel i kantonen Bern i Schweiz. Kommunen har 517 invånare (2023).